# Leixlip
Leixlip is een plaats in het Ierse graafschap County Kildare. De plaats telt 15.504 inwoners. Leixlip ligt ongeveer 20 km ten westen van (het centrum van) Dublin

## Industrie
Leixlip heeft twee grote werkgevers: de grootste productie- en researchvestiging van Intel buiten de Verenigde Staten met ongeveer 5000 werknemers en een grote service- en ook productielocatie van computer- en printerfabrikant Hewlett-Packard.

## Vervoer
Leixlip ligt aan de M4 autosnelweg,ongeveer 20 kilometer ten westen van Dublin. Daarnaast heeft Leixlip twee stations voor de forensentreinen van Iarnród Éireann: Leixlip Confey en Louisa Bridge, beide stations geven verbinding met Connolly in Dublin en in de andere richting station Maynooth.

## Geboren
- Nathan Collins (2001), voetballer